# Esposende
Esposende [(ɨ)ʃpɔzẽd(ɨ)] è un comune portoghese di 33 325 abitanti situato nel distretto di Braga.

## Società

### Evoluzione demografica
| Popolazione di Esposende (1801 – 2004) | Popolazione di Esposende (1801 – 2004) | Popolazione di Esposende (1801 – 2004) | Popolazione di Esposende (1801 – 2004) | Popolazione di Esposende (1801 – 2004) | Popolazione di Esposende (1801 – 2004) | Popolazione di Esposende (1801 – 2004) | Popolazione di Esposende (1801 – 2004) | Popolazione di Esposende (1801 – 2004) |
| -------------------------------------- | -------------------------------------- | -------------------------------------- | -------------------------------------- | -------------------------------------- | -------------------------------------- | -------------------------------------- | -------------------------------------- | -------------------------------------- |
| 1801                                   | 1849                                   | 1900                                   | 1930                                   | 1960                                   | 1981                                   | 1991                                   | 2001                                   | 2004                                   |
| 4 157                                  | 12 545                                 | 15 161                                 | 19 452                                 | 23 966                                 | 28 652                                 | 30 101                                 | 33 325                                 | 34 625                                 |

## Suddivisioni amministrative
Dal 2013 il concelho (o município, nel senso di circoscrizione territoriale-amministrativa) di Esposende è suddiviso in 9 freguesias principali (letteralmente, parrocchie).

### Freguesias
1. Apúlia: Apúlia, Fão
2. Belinho: Belinho, Mar
3. Esposende: Esposende, Marinhas, Gandra
4. Fonte Boa: Fonte Boa, Rio Tinto
5. Palmeira de Faro: Palmeira de Faro, Curvos
6. Antas
7. Forjães
8. Gemeses
9. Vila Chã

## Amministrazione

### Gemellaggi
- Ozoir-la-Ferrière  Francia
- São Domingos (comune di Santiago)  Capo Verde